# استان طرابلس
ناحیه طرابلس (به عربی: بلدیة طرابلس) یک منطقهٔ مسکونی در لیبی است که در لیبی واقع شده‌است. ناحیه طرابلس ۱٬۰۶۵٬۴۰۵ نفر جمعیت دارد.